# Neoepidesma subvicinum
Neoepidesma subvicinum är en tvåvingeart som beskrevs av Frey 1932. Neoepidesma subvicinum ingår i släktet Neoepidesma och familjen bredmunsflugor. Inga underarter finns listade i Catalogue of Life.